# ATP-toernooi van Berlijn
Het ATP-toernooi van Berlijn (ook bekend onder de naam European Indoor Championships) was een tennistoernooi van de ATP-Tour dat in 1990 en 1991 plaatsvond op de indoor tapijtbanen.

## Finales

### Enkelspel
| Jaar | Winnaar       | Runner-up        | Uitslag          |
| ---- | ------------- | ---------------- | ---------------- |
| 1991 | Petr Korda    | Arnaud Boetsch   | 6-3, 6-4         |
| 1990 | Ronald Agenor | Aleksandr Volkov | 4-6, 6-4, 7-6(8) |

### Dubbelspel
| Jaar | Winnaar                     | Runners-up                     | Uitslag       |
| ---- | --------------------------- | ------------------------------ | ------------- |
| 1991 | Petr Korda Karel Nováček    | Jan Siemerink Daniel Vacek     | 3-6, 7-5, 7-5 |
| 1990 | Pieter Aldrich Danie Visser | Kevin Curren Patrick Galbraith | 7-6, 7-6      |

ITF-toernooien (mannen en vrouwen)

ATP-toernooien (mannen) – ATP-seizoen 2025

WTA-toernooien (vrouwen) – WTA-seizoen 2025

Voormalige toernooien mannen
Voormalige toernooien vrouwen
Voormalige amateurtoernooien
1990 · 1991